# Novotarasivka, Solone
Novotarasivka (în ucraineană Новотарасівка) este un sat în comuna Sursko-Mîhailivka din raionul Solone, regiunea Dnipropetrovsk, Ucraina.

## Demografie
Componența lingvistică a localității Novotarasivka
     Ucraineană (95%)
     Rusă (5%)
Conform recensământului din 2001, majoritatea populației localității Novotarasivka era vorbitoare de ucraineană (95%), existând în minoritate și vorbitori de rusă (5%).